# NetBSD
NetBSD er et frit styresystem baseret på det UNIX-afledte Berkeley Software Distribution (BSD).
NetBSD er – sammen med FreeBSD, OpenBSD, DragonFly og andre – et af flere frie 386BSD-baserede styresystemer, der stadig udvikles aktivt på.
Den nuværende stabile version af NetBSD er version 9.2, som udkom d. 12. maj 2021.

## Portabilitet
NetBSD-projektet fokuserer på portabilitet og ren kode, hvilket afspejler sig i systemets brede hardwaresupport – den nuværende version af NetBSD kører på i alt 57 forskellige hardwareplatforme, hvilket gør det til verdens mest portable styresystem.
Linux-kernen har i sig selv understøttelse for flere platforme, men da der ikke eksisterer nogen Linux-distributioner med support for alle disse platforme, bibeholder NetBSD fortsat titlen som styresystemet med den bredeste hardwaresupport (om end Debian GNU/Linux har været tæt på i en periode).